# Platyscelio
Platyscelio är ett släkte av steklar. Platyscelio ingår i familjen Scelionidae.
Kladogram enligt Catalogue of Life:
| Platyscelio | \| \| Platyscelio abnormis \| \| \| \| \| \| Platyscelio africanus \| \| \| \| \| \| Platyscelio mirabilis \| \| \| \| \| \| Platyscelio pulchricornis \| \| \| \| \| \| Platyscelio punctatus \| \| \| \| |
|             | \| \| Platyscelio abnormis \| \| \| \| \| \| Platyscelio africanus \| \| \| \| \| \| Platyscelio mirabilis \| \| \| \| \| \| Platyscelio pulchricornis \| \| \| \| \| \| Platyscelio punctatus \| \| \| \| |
|             | Platyscelio abnormis |
|             | |
|             | Platyscelio africanus |
|             | |
|             | Platyscelio mirabilis |
|             | |
|             | Platyscelio pulchricornis |
|             | |
|             | Platyscelio punctatus |
|             | |